# Itura chamadis
Itura chamadis är en hjuldjursart som beskrevs av Harry K. Harring och Myers 1928. Itura chamadis ingår i släktet Itura och familjen Ituridae. Inga underarter finns listade i Catalogue of Life.